# Будинок на Лісовій
«Будинок на Лісовій» — радянський художній фільм, знятий на кіностудії «Грузія-фільм» у 1980 році.

## Сюжет
Фільм заснований на реальних подіях. У роки Першої російської революції в Москві була створена підпільна друкарня більшовиків, що випускала листівки, прокламації, а також нелегальну газету «Робітник». Друкарня була організована грузинськими революціонерами під прикриттям фруктового магазина, що розташовувався на вулиці Лісовій, з чим і пов'язана назва фільму.

## У ролях
- Аміран Кадейшвілі —  Кобідзе
- Едішер Гіоргобіані —  робітник підпільної друкарні
- Леван Учанейшвілі —  робітник підпільної друкарні
- Заза Мікашавідзе —  робітник підпільної друкарні
- Зураб Цінцкіладзе —  робітник підпільної друкарні
- Леонід Харитонов —  Богомолов, начальник підпільної друкарні
- Юрій Гусєв —  Леонід Борисович Красін
- Сергій Харченко —  Федір Петрович Чумаков
- Людмила Шагалова —  дружина Чумакова
- Ольга Гулінська —  Анна Чумакова
- Яна Друзь —  Вірочка
- Карина Шмаринова —  Валентина Іванівна
- Валентина Хмара —  Дуся
- Юрій Чекулаєв —  Інокентій Федотович, пристав
- Гіві Тохадзе —  Каландадзе
- Ян Янакієв —  Василь Кузьмич, криміналіст
- Юрій Саранцев —  Колупаєв, купець

## Знімальна група
- Режисер-постановник: Ніколоз Санішвілі
- Сценарист: Георгій Мдівані
- Оператор-постановник: Дудар Маргієв
- Художник-постановник: Борис Цхакая
- Композитор:  Антоніо Спадавеккіа